# Migliarino
Migliarino – miejscowość i gmina we Włoszech, w regionie Emilia-Romania, w prowincji Ferrara.
Według danych na rok 2004 gminę zamieszkiwały 3672 osoby, 104,9 os./km².
1 stycznia 2014 gmina została zlikwidowana.